# Fratura de Colles
A fratura de Colles é a fratura da extremidade distal do rádio, onde o fragmento se desloca para trás e para o exterior.
Ocorre com freqüência em crianças, geralmente de 6 a 10 anos, e em pessoas idosas, principalmente em mulheres acima dos 50 anos, em decorrência da osteoporose.
A causa mais comum é uma queda leve sobre a mão espalmada, onde a extremidade distal do rádio sofre o impacto, e o fragmento ósseo se desloca posteriormente e lateralmente.

## Epônimo
A fratura recebe o nome em homenagem a Abraham Colles (1773-1843), um cirurgião irlandês, que foi a primeira pessoa a descrevê-la. A sua descrição ocorreu em 1814, antes do surgimento dos raios-X.

## Característica
Tem como característica o aspecto da mão como o dorso de um garfo.

## Classificação
Há duas classificações para a fratura de Colles:
- Oblíqua: resulta em duas partes que são cortantes, correndo o risco de romper tecidos e vasos;
- Transversal: fratura leve perpendicular ao segmento ósseo.

## Complicações
Pode trazer as seguintes complicações:
- Síndrome do túnel do carpo
- Artrite pós-traumática
- Síndrome de Volkmann
- Calo vicioso
- Distrofia simpática reflexa

## Diagnóstico
O principal diagnóstico é feito pelo raio-X (radiografia).
Funcionalmente o indivíduo apresenta limitações dos movimentos do punho, dificuldades em realizar pronação e supinação do antebraço em decorrência ao edema.
Os sinais clínicos são:
- dor
- deformidade
- inflamação
- limitações dos movimentos do punho, antebraço e falanges
- parestesia (formigamento, dormência ou ardor)

## Tratamento
O tratamento conservador mais indicado é o conservador ortopédico, realizando uma redução sob anestesia e colocando gesso(mantendo-o por um período de 4 a 5 semanas) com o antebraço em posição neutra e o punho em flexão palmar de 10 a 20 graus e inclinação de 10 graus.
Como método cirúrgico pode ser utilizado pinagem percutânea, fixador externo ou osteossíntese com placa volar. Quanto ao enxerto ósseo, somente é utilizado em casos especiais.
Após a retirada do gesso faz-se mobilização, alongamento e contrações isométricas, além de utilizar laser, eletroterapia, hidroterapia ou crioterapia, recursos esses usados na Fisioterapia.